# Started a Fire
Started a Fire jest debiutanckim albumem brytyjskiej grupy One Night Only, który został wydany 11 lutego 2008. 
Lista utworów
1. "Just for Tonight" 4:18
2. "It's About Time" 3:26
3. "You and Me" 3:24
4. "He's There" 3:24
5. "Start Over" 4:57
6. "Time" 3:10
7. "Stay At Home" 3:33
8. "It's Alright" 3:22
9. "Sweet Sugar" 4:21
10. "Hide" 5:49